# Bernd Hartstein
Bernd Hartstein, född 26 oktober 1947 i Ostrau im Saalkreis, död 23 februari 2002 i Frankfurt am Main, var en östtysk sportskytt.
Hartstein blev olympisk silvermedaljör i gevär vid sommarspelen 1980 i Moskva.